# William McKinley
William McKinley (født 29. januar 1843, død 14. september 1901) var USA's 25. præsident (1897 – 1901). Han vandt præsidentvalget i både 1896 og 1900. McKinley blev skudt og alvorligt såret af metalarbejderen og anarkisten Leon Czolgosz den 6. september 1901. Han døde derefter af sine sår den 14. september 1901.

## Udenrigspolitik
McKinley var initiativtageren til Den spansk-amerikanske krig og den første amerikanske præsident, som gennem krigshandlinger gjorde USA til en regulær kolonimagt. 
Den 15. februar 1898 skete der en eksplosion om bord på det amerikanske krigsskib "Maine", mens det lå ved kaj i Havanna, og et hundrede matroser og officerer blev dræbt. McKinley gav den spanske kolonimagt på Cuba skylden for eksplosionen og fik støtte i Kongressen til at gribe ind i uafhængighedskrigen, som rasede på Cuba mellem den spanske kolonimagt og cubanske oprørere. Hvorvidt eksplosionen skyldtes en fejl i et af skibets ammunitionslagre, eller om cubanske oprørere eller Spanien stod bag, var uvist. Uanset tvivlen blev McKinleys krigserklæring mod Spanien vedtaget i Kongressen 25. april, og dermed var den spansk-amerikanske krig et faktum.
Efter en sejrrig krig for USA's overlegne land- og søstyrker, blev fredsaftalen med Spanien indgået 10. december 1898. Spanien måtte trække sig ud af Cuba og afstå Puerto Rico og Guam til USA. I tillæg måtte Spanien afgive Filippinerne til USA for 20 mill. dollar.
USA var dermed med ét slag blevet en kolonimagt ved overtagelsen af tidligere spanske kolonier og McKinley den første amerikanske præsident, som gennem krigshandlinger skaffede USA et større og oversøisk indflydelsesområde. Det var også under McKinley, at Hawaii formelt blev annekteret af USA den 12. august 1898. De første angreb blev imidlertid gjort under præsident Grover Cleveland.
Øvrige ekspansionsfremstød og interventioner under McKinley var:
- Kina (1898 – 1900) – Soldater ilandsættes for at slå den kinesiske opstand mod udenlandsk dominans ned, kaldet Bokseropstanden.
- Filippinerne (1898 – ) – Skib og soldater sendes af sted for at slå et oprør efter USA's køb af øgruppen ned ved fredsslutningen af Den spansk-amerikanske krig. Oprøret på Filippinerne fortsatte imidlertid frem til 1910.
- Nicaragua (1898) – Marinesoldater ilandsættes i havnebyen San Juan del Sur
- Nicaragua (1899) – Marinesoldater ilandsættes ved Bluefields.

## Indenrigspolitik
I 1899 satte McKinley hæren ind mod strejkende arbejdere ved flere miner i Idaho i mineregionen Coeur d'Alene. Regionen forblev under militær kontrol i perioden 1899-1901. I 1901 satte han også hæren ind for at slå en opstand blandt Creek-indianerne ned. 